# Campionati europei di slittino 2016
I Campionati europei di slittino 2016, quarantasettesima edizione della manifestazione organizzata dalla Federazione Internazionale Slittino, si sono tenuti il 13 e il 14 febbraio ad Altenberg, in Germania, sulla pista DKB-Eiskanal, la stessa sulla quale si svolse la rassegna continentale del 2002; sono state disputate gare in quattro differenti specialità: nel singolo uomini, nel singolo donne, nel doppio e nella prova a squadre.
Anche questa edizione, come ormai da prassi iniziata nella rassegna di Paramonovo 2012, si è svolta con la modalità della "gara nella gara" contestualmente alla penultima tappa di Coppa del Mondo nella cittadina tedesca premiando gli atleti europei meglio piazzati nelle quattro gare di Coppa del singolo uomini, del singolo donne, del doppio e della prova a squadre.
Dominatrice del medagliere è stata la nazionale tedesca, capace di conquistare tutti e quattro i titoli in palio e sei medaglie sulle dodici assegnate in totale: quelle d'oro sono state vinte da Felix Loch nell'individuale maschile, da Tatjana Hüfner in quello femminile, da Toni Eggert e Sascha Benecken nel doppio e dalla squadra composta dagli stessi Hüfner, Loch, Eggert e Benecken nella prova a squadre.
Oltre ai tedeschi Felix Loch, Tatjana Hüfner, Toni Eggert e Sascha Benecken, che hanno conquistato due medaglie d'oro, gli altri atleti che sono riusciti a salire per due volte sul podio in questa rassegna iridata sono stati i russi Roman Repilov e Tat'jana Ivanova e la lettone Elīza Cauce.

## Risultati

### Singolo uomini
La gara è stata disputata il 13 febbraio nell'arco di due manches ed hanno preso parte alla competizione 28 atleti in rappresentanza di 11 differenti nazioni; campione uscente era il russo Semën Pavličenko, giunto settimo in questa edizione, ed il titolo è stato conquistato dal tedesco Felix Loch, il quale completa la tripletta nell'annata aggiudicandosi anche la Coppa del Mondo 2016 con una gara d'anticipo e dopo aver conquistato il suo quinto titolo mondiale individuale durante la rassegna iridata disputatasi due settimane prima a Schönau am Königssee, davanti al russo Roman Repilov, campione mondiale juniores in carica, ed all'altro tedesco Ralf Palik, già medaglia di bronzo ai recenti mondiali.
Loch ha inoltre fissato il nuovo record della pista a 53”776 nella seconda discesa.
| Pos. | Atleti              | Nazione  | Tempo    | Distacco |
| ---- | ------------------- | -------- | -------- | -------- |
|      | Felix Loch          | Germania | 1'47"556 |          |
|      | Roman Repilov       | Russia   | 1'47"885 | +0"329   |
|      | Ralf Palik          | Germania | 1'47"928 | +0"372   |
| 4    | Wolfgang Kindl      | Austria  | 1'47"938 | +0"382   |
| 5    | Andi Langenhan      | Germania | 1'47"963 | +0"407   |
| 6    | Johannes Ludwig     | Germania | 1'48"007 | +0"451   |
| 7    | Semën Pavličenko    | Russia   | 1'48"056 | +0"500   |
| 8    | Stepan Fëdorov      | Russia   | 1'48"274 | +0"718   |
| 9    | Dominik Fischnaller | Italia   | 1'48"539 | +0"983   |
| 10   | Artūrs Dārznieks    | Lettonia | 1'48"559 | +1"003   |

### Singolo donne
La gara è stata disputata il 14 febbraio nell'arco di due manches ed hanno preso parte alla competizione 27 atlete in rappresentanza di 13 differenti nazioni; campionessa uscente era la tedesca Dajana Eitberger, giunta settima al traguardo, ed il titolo è stato conquistato dalla connazionale Tatjana Hüfner, che vince il suo primo alloro europeo completando il suo palmares dopo essere stata campionessa olimpica a Soči 2014 e quattro volte medaglia d'oro mondiale, davanti alla lettone Elīza Cauce, alla sua prima medaglia individuale, ed alla russa Tat'jana Ivanova, a sua volta due volte vincitrice del titolo continentale a Sigulda 2010 ed a Paramonovo 2012, la quale ha confermato il bronzo ottenuto nella precedente edizione a Soči.
| Pos. | Atleti               | Nazione  | Tempo    | Distacco |
| ---- | -------------------- | -------- | -------- | -------- |
|      | Tatjana Hüfner       | Germania | 1'46"379 |          |
|      | Elīza Cauce          | Lettonia | 1'46"590 | +0"211   |
|      | Tat'jana Ivanova     | Russia   | 1'46"692 | +0"313   |
| 4    | Natalie Geisenberger | Germania | 1'46"785 | +0"406   |
| 5    | Viktorija Demčenko   | Russia   | 1'47"971 | +0"592   |
| 6    | Julia Taubitz        | Germania | 1'47"000 | +0"621   |
| 7    | Dajana Eitberger     | Germania | 1'47"011 | +0"632   |
| 8    | Martina Kocher       | Svizzera | 1'47"038 | +0"659   |
| 9    | Sandra Robatscher    | Italia   | 1'47"445 | +1"066   |
| 10   | Ekaterina Baturina   | Russia   | 1'47"574 | +1"195   |

### Doppio
La gara è stata disputata il 13 febbraio nell'arco di due manches ed hanno preso parte alla competizione 44 atleti in rappresentanza di 11 differenti nazioni; campioni uscenti erano i tedeschi Tobias Wendl e Tobias Arlt, che hanno concluso la prova al secondo posto vincendo la medaglia d'argento, ed il titolo è stato conquistato dai connazionali Toni Eggert e Sascha Benecken, già vincitori del titolo continentale a Oberhof 2013 e argento mondiale sue settimane prima a Schönau am Königssee 2016, la medaglia di bronzo è andata agli austriaci Peter Penz e Georg Fischler, a loro volta campioni europei nell'edizione di Paramonovo 2012.
Eggert e Benecken hanno inoltre fissato il nuovo record della pista a 41”388 e stabilito il nuovo miglior tempo di spinta a 5”682.
| Pos. | Atleti                               | Nazione   | Tempo    | Distacco |
| ---- | ------------------------------------ | --------- | -------- | -------- |
|      | Toni Eggert Sascha Benecken          | Germania  | 1'22"890 |          |
|      | Tobias Wendl Tobias Arlt             | Germania  | 1'23"269 | +0"379   |
|      | Peter Penz Georg Fischler            | Austria   | 1'23"471 | +0"581   |
| 4    | Christian Oberstolz Patrick Gruber   | Italia    | 1'23"719 | +0"829   |
| 5    | Andris Šics Juris Šics               | Lettonia  | 1'23"755 | +0"865   |
| 6    | Aleksandr Denis'ev Vladislav Antonov | Russia    | 1'23"763 | +0"873   |
| 7    | Robin Geueke David Gamm              | Germania  | 1'23"834 | +0"944   |
| 8    | Thomas Steu Lorenz Koller            | Austria   | 1'24"083 | +1"193   |
| 9    | Lukáš Brož Antonín Brož              | Rep. Ceca | 1'24"196 | +1"306   |
| 10   | Vladislav Južakov Vladimir Prochorov | Russia    | 1'24"239 | +1"349   |

### Gara a squadre
La gara è stata disputata il 14 febbraio ed ogni squadra nazionale ha preso parte alla competizione con una sola formazione; nello specifico la prova ha visto la partenza di una "staffetta" composta da una singolarista donna ed uno uomo, nonché da un doppio per ognuna delle 10 formazioni in gara, che sono scese lungo il tracciato consecutivamente senza interruzione dei tempi tra un atleta e l'altro; il tempo totale così ottenuto ha laureato campione la nazionale tedesca di  Tatjana Hüfner, Felix Loch, Toni Eggert e Sascha Benecken davanti alla squadra lettone formata da Elīza Cauce, Artūrs Dārznieks, Andris Šics e Juris Šics ed a quella russa composta da Tat'jana Ivanova, Roman Repilov, Aleksandr Denis'ev e Vladislav Antonov. La formazione tedesca ha inoltre stabilito il nuovo record della pista.
| Pos. | Squadra    | Atleti                                                                       | Tempo    | Distacco |
| ---- | ---------- | ---------------------------------------------------------------------------- | -------- | -------- |
|      | Germania   | Tatjana Hüfner Felix Loch Toni Eggert / Sascha Benecken                      | 2'24"204 |          |
|      | Lettonia   | Elīza Cauce Artūrs Dārznieks Andris Šics / Juris Šics                        | 2'24"982 | +0"778   |
|      | Russia     | Tat'jana Ivanova Roman Repilov Aleksandr Denis'ev / Vladislav Antonov        | 2'25"122 | +0"918   |
| 4    | Italia     | Sandra Robatscher Dominik Fischnaller Christian Oberstolz / Patrick Gruber   | 2'25"397 | +1"193   |
| 5    | Polonia    | Natalia Wojtusciszyn Maciej Kurowski Wojciech Chmielewski / Jakub Kowalewski | 2'26"764 | +2"560   |
| 6    | Romania    | Raluca Strămăturaru Valentin Crețu Cosmin Atodiresei / Ștefan Musei          | 2'27"366 | +3"162   |
| 7    | Rep. Ceca  | Tereza Nosková Ondřej Hyman Lukáš Brož / Antonín Brož                        | 2'27"572 | +3"368   |
| 8    | Slovacchia | Viera Gburova Jozef Ninis Jakub Šimoňák / Marek Solčanský                    | 2'30"599 | +6"395   |
| 9    | Ucraina    | Darija Hula Anton Dukač Oleksandr Obolončyk / Roman Zacharkiv                | DNF      |          |
| 10   | Austria    | Birgit Platzer Wolfgang Kindl Peter Penz / Georg Fischler                    | DSQ      |          |

## Medagliere
| Posizione | Nazione  | Oro | Argento | Bronzo | Totale |
| --------- | -------- | --- | ------- | ------ | ------ |
| 1         | Germania | 4   | 1       | 1      | 6      |
| 2         | Lettonia | 0   | 2       | 0      | 2      |
| 3         | Russia   | 0   | 1       | 2      | 2      |
| 4         | Austria  | 0   | 0       | 1      | 2      |
| Totale    | Totale   | 4   | 4       | 4      | 12     |